# Gloydius blomhoffii
Il mamushi (Gloydius blomhoffii (Boie, 1826)), noto anche come vipera giapponese o mocassino giapponese, è un serpente appartenente alla famiglia dei Viperidi. È, insieme al trimeresuro verde e giallo (Trimeresurus flavoviridis), la specie di serpente più velenosa presente in Giappone. Ogni anno, in questo paese, vengono morse da questa specie tra le 2000 e le 3000 persone.

## Tassonomia
Ne vengono riconosciute due sottospecie:
- G. b. blomhoffii (Boie, 1826), la sottospecie nominale, diffusa in Giappone;
- G. b. dubitatus (Gloyd, 1977), la sottospecie continentale.

## Descrizione

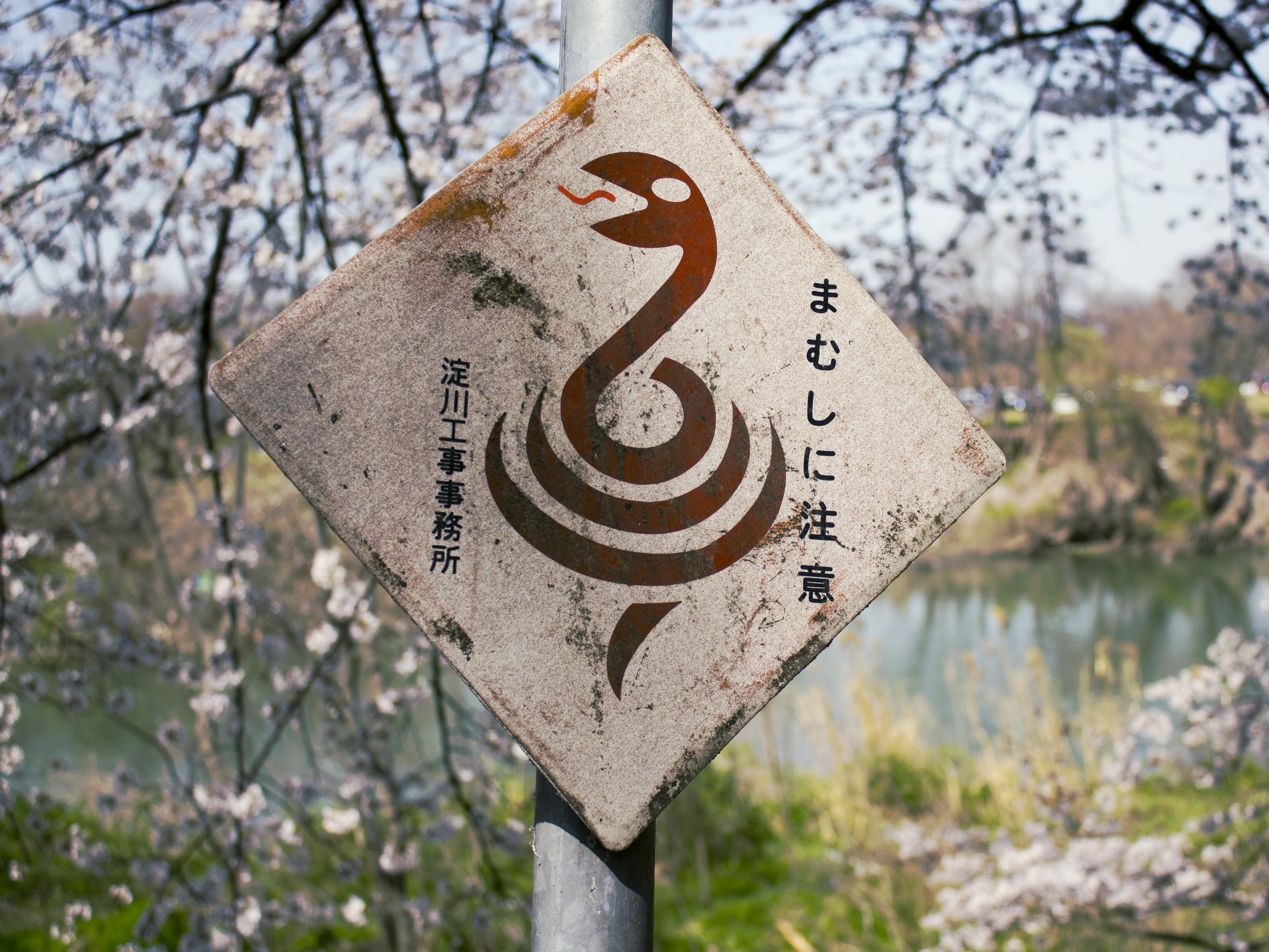
Segnale di avvertimento per il mamushi a Kyoto.

Con una lunghezza media di 45 cm e una massima registrata di 91, il mamushi è un rettile di piccole dimensioni. Il corpo, del peso medio di circa 60 g, ha un aspetto spesso e massiccio; la coda è corta. Il colore di fondo è estremamente variabile, in quanto può essere grigio chiaro, marrone, rossastro o giallino. Il motivo è costituito da macchie a forma di «U» rovesciate sui lati del corpo. Queste sono spesso delimitate da bordi neri, con il centro più chiaro. La testa, ben distinta dal corpo, è appiattita, di forma triangolare e di colore marrone scuro o nero. I lati di essa, grigio chiaro o beige, sono attraversati da una linea scura. Gli occhi sono di medie dimensioni, con pupille ellittiche e verticali. I denti veleniferi sono posizionati nella parte anteriore della mandibola e si ripiegano indietro quando l'animale chiude la bocca.

## Distribuzione e habitat
Il mamushi vive in tutte le isole principali del Giappone (eccettuate le isole Ryūkyū), in Corea, in un'ampia area della Cina (nella parte meridionale del Liaoning, nell'area di Pechino e nella zona centrale del paese, fino al Guizhou e al Sichuan) e sull'isola di Kunašir, la più meridionale delle Curili. È una specie particolarmente adattabile, presente in diversi habitat. Vive nelle paludi, nei pascoli umidi, nei prati, nei boschi, nelle foreste di montagna, sulle colline rocciose e tra gli arbusti.

## Biologia

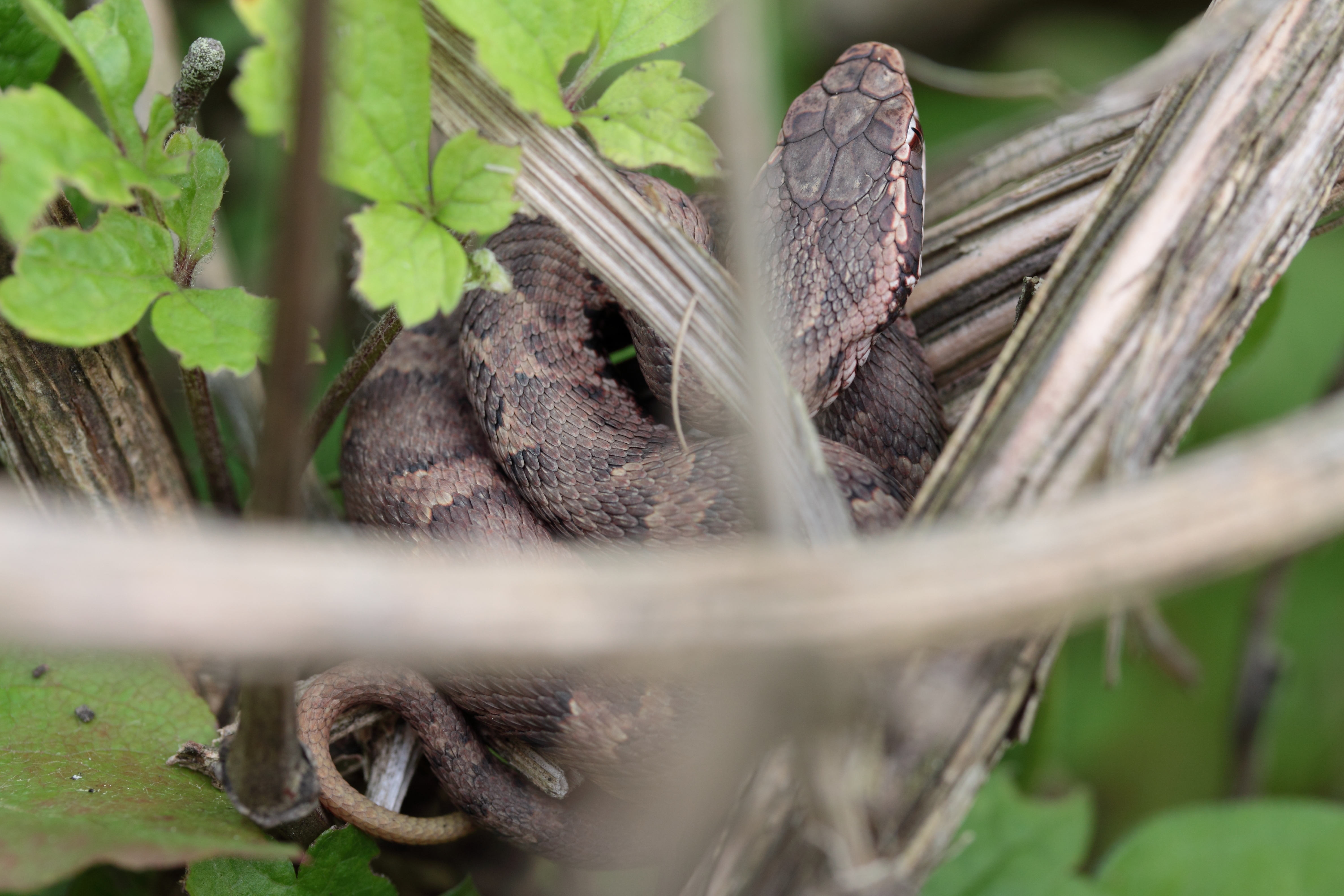
Un mamushi in agguato, perfettamente mimetizzato tra la vegetazione.

Il mamushi conduce un'esistenza prevalentemente notturna, ma è attivo anche di giorno quando le temperature non sono troppo elevate. È una specie solitamente terrestre, ma è un ottimo arrampicatore e tende a salire spesso e volentieri sugli alberi, specialmente per cacciare. La sua tecnica di caccia è costituita dall'agguato. Grazie alla sua colorazione si mimetizza facilmente tra la vegetazione e attende immobile le sue prede. Oltre alla vista e all'eccellente senso dell'olfatto, il mamushi è dotato di sensori di calore posizionati tra gli occhi e le narici che gli permettono di individuare anche al buio prede che non sono in movimento. Questo serpente, se provocato, è piuttosto aggressivo e non esita a mordere. Quando attacca, è in grado di saltare in avanti di almeno 30 cm.

### Alimentazione
Questa vipera si nutre principalmente di roditori, ma non disdegna lucertole, insetti e rane. Se ne ha l'occasione mangia anche piccoli uccelli e pesci.

### Veleno
Il veleno del mamushi è moderatamente potente, con un LD50 pari a 18,29 mg/kg. La quantità di veleno che questo rettile è in grado di iniettare si aggira sui 15 mg. Esso è principalmente emolitico - distrugge, cioè, i globuli rossi. In questo veleno sono presenti anche due neurotossine che agiscono sul sistema nervoso, nonché degli anticoagulanti che provocano massicci sanguinamenti. Ogni anno, a causa del morso di questo serpente, muoiono mediamente tra le 10 e le 50 persone. Tra i sintomi locali che sopraggiungono all'avvelenamento ricordiamo dolore, gonfiore, lividi, vesciche e, in alcuni casi, necrosi. In seguito compaiono mal di testa, vertigini, disturbi visivi, dolori addominali, nausea, vomito, diarrea, rigidità del collo, dolori muscolari, paralisi, sanguinamento, coagulopatia, convulsioni, collasso e insufficienza renale acuta. Nelle donne in gravidanza il morso provoca l'aborto spontaneo. La morte può sopraggiungere a causa dei gravi danni renali. Contro il veleno del mamushi, tuttavia, esistono due antidoti monovalenti.

### Riproduzione
Il mamushi è ovoviparo. La stagione degli accoppiamenti ha luogo in agosto o in settembre. Le femmine si accoppiano una volta all'anno o una volta ogni due anni. Le femmine gravide tendono a riunirsi in uno stesso posto, considerato sicuro. Questo le rende particolarmente vulnerabili alle uccisione di massa da parte dei predatori e degli esseri umani. La femmina partorisce una nidiata composta da 2 a 13 piccoli, del tutto simili agli adulti. Più una femmina è grande, più saranno lunghi i suoi piccoli alla nascita. L'aspettativa di vita di questa specie si aggira sui 13 anni..

## Conservazione
Il mamushi non figura tra le specie minacciate della lista rossa IUCN, ma l'elevata mortalità, provocata dall'uomo, degli esemplari adulti, in particolare delle femmine incinte, suscita preoccupazione per la sopravvivenza di questa specie.